# Teodor Gutaj
Teodor Gutaj (ur. 1931, zm. 2 lutego 2021 w Jeleniej Górze) – polski artysta fotograf. Członek Stowarzyszenia Twórców Fotoklubu Rzeczypospolitej Polskiej. Członek Zarządu Jeleniogórskiego Towarzystwa Fotograficznego.

## Życiorys
Teodor Gutaj związany z jeleniogórskim środowiskiem fotograficznym – mieszka i tworzy w Jeleniej Górze. Fotografuje od 1947 roku. Z wykształcenia jest konstruktorem mechanikiem. W 1947 roku zamieszkał i mieszka do chwili obecnej w Jeleniej Górze. Był członkiem jeleniogórskiego Fotoklubu Celwiskoza (do 1990 roku), w którym pełnił funkcje członka Zarządu oraz sekretarza. W 1981 roku wstąpił do Jeleniogórskiego Towarzystwa Fotograficznego, w którym pełnił funkcję sekretarza oraz przez kilka kadencji – funkcję skarbnika w Zarządzie JTF. Jest członkiem Ogólnopolskiej Grupy Twórczej Art-Foto. Był wieloletnim pracownikiem ZWCh Chemitex Celwiskoza oraz fotoreporterem gazety zakładowej Wspólny cel.
Teodor Gutaj jest autorem i współautorem wielu wystaw fotograficznych; indywidualnych, zbiorowych, poplenerowych oraz pokonkursowych – na których został uhonorowany wieloma nagrodami, wyróżnieniami, dyplomami i listami gratulacyjnymi. Jest aktywnym uczestnikiem licznych plenerów fotograficznych. Szczególne miejsce w twórczości Teodora Gutaja zajmuje fotografia krajobrazowa – w zdecydowanej większości górska, fotografia architektury oraz fotografia roślin. W 2001 roku został przyjęty w poczet członków Fotoklubu Rzeczypospolitej Polskiej Stowarzyszenia Twórców. Decyzją Komisji Kwalifikacji Zawodowych Fotoklubu RP, otrzymał dyplom potwierdzający kwalifikacje do wykonywania zawodu artysty fotografa, fotografika (legitymacja nr 149).

## Odznaczenia
- Odznaka Fotoreportera PS
- Odznaka Za Zasługi dla Województwa Jeleniogórskiego
- Odznaka „Zasłużony Działacz Kultury”[22]
- Srebrny Medal „Zasłużony dla Fotografii Polskiej” (2012)[7]

Źródło.

## Wystawy indywidualne
| Lp. | Tytuł wystawy      | Miejsce                | Data | Miejscowość   |
| --- | ------------------ | ---------------------- | ---- | ------------- |
| 1   | Kwiaty             | Galeria pod Basztą     | 1997 | Jelenia Góra  |
| 2   | Pieniny i Tatry    | Galeria pod Basztą     | 1998 | Jelenia Góra  |
| 3   | Pieniny i Tatry    | Ośrodek Kultury Klatka | 2000 | Lwówek Śląski |
| 4   | Pod włoskim niebem | Galeria pod Basztą     | 2000 | Jelenia Góra  |

Źródło